# Comuna Człopa
Comuna Człopa (în poloneză Gmina Człopa) este o comună a Republicii Polonia din powiatul Wałcz, voievodatul Pomerania Occidentală. Reședința sa este orașul Człopa, aflat la 31 de km sud-vest de reședința poviatului, Wałcz, și la 110 km est de reședința voievodatului, Szczecin.